# L'Éventail de Lady Windermere (film, 1949)
Pour les articles homonymes, voir L'Éventail de Lady Windermere (homonymie).
Pour plus de détails, voir Fiche technique et Distribution.
L'Éventail de Lady Windermere (The Fan) est un film américain réalisé par Otto Preminger, et  sorti en 1949.
Il s'inspire de la pièce de théâtre éponyme d'Oscar Wilde, créée en 1892. Le film de Preminger est, en outre, un remake du film muet d'Ernst Lubitsch, datant de 1925.

## Synopsis
Dans un Londres dévasté par les bombardements de l'après-guerre, une vieille dame, Mrs. Erlynne, assiste à la mise aux enchères d'un éventail lui ayant appartenu. Elle souhaiterait le récupérer : le commissaire-priseur lui accorde un délai de vingt-quatre heures pour établir la preuve de ses allégations. Mrs. Erlynne se rend donc au domicile d'une de ses anciennes relations, Lord Darlington. À l'aide de quatre flash-back, le film reconstitue le passé des époux Windermere, de Lord Darlington, de Lord Lorton et de Mrs. Erlynne et de leurs relations complexes. Au cours de son entretien avec Lord Darlington, Mrs. Erlynne lui révèle qu'elle est la mère de Lady Margaret Windermere. Elle avait sauvé sa fille d'une situation embarrassante au cours de laquelle celle-ci risquait d'être compromise. En signe de gratitude, Lady Windermere lui légua son éventail. Extrêmement bouleversé par ce qu'il apprend, Darlington invite Mrs. Erlynne à dîner.

## Fiche technique
- Titre du film : L'Éventail de Lady Windermere
- Titre original : The Fan
- Réalisation : Otto Preminger
- Scénario : Walter Reisch, Dorothy Parker, Ross Evans, d'après la pièce éponyme d'Oscar Wilde
- Producteur : Otto Preminger
- Société de distribution : Twentieth Century Fox
- Photographie : Joseph LaShelle - Noir et blanc
- Musique : Daniele Amfitheatrof
- Direction artistique : Leland Fuller, Lyle Wheeler
- Costumes : René Hubert, Charles Le Maire
- Montage : Louis Loeffler
- Format : noir et blanc - Aspect Ratio: 1.37 : 1  - son : Mono (Western Electric Recording)
- Durée : 89 minutes aux États-Unis (78 minutes en France)
- genre : Drame romantique
- Pays d'origine : États-Unis
- Dates de sortie :  
  - États-Unis : 1er avril 1949
  - France : 25 juillet 1962[1]

## Distribution
- Jeanne Crain : Lady Margaret Windermere
- Madeleine Carroll : Mme Erlynne
- George Sanders : Lord Darlington
- Richard Greene : Lord Windermere
- Martita Hunt : duchesse de Berwick
- John Sutton : Cecil Graham
- Hugh Dempster : Lord Augustus Lorton
- Richard Ney : James Hopper
- Virginia Mc Dowall : Lady Agatha
- George Beranger : L'assistant de Philippe
- Tempe Pigott : Mme Rudge